# Saint Lucia i olympiska sommarspelen 2000
Saint Lucia deltog i de olympiska sommarspelen 2000 med en trupp bestående av fem deltagare, tre män och två kvinnor, men ingen av landets deltagare erövrade någon medalj.

## Friidrott
Herrarnas 100 meter
- Ronald Promesse
  - Omgång 1 — DNF (→ gick inte vidare)

Herrarnas stavhopp
- Dominic Johnson
  - Kval — 5.40 (→ gick inte vidare)

Damernas 400 meter
- Vernetta Lesforis
  - Omgång 1 — 54.67 (→ gick inte vidare)